# Naum Akimovič Senjavin
Naum Akimovič Senjavin (in russo Наум Акимович Сенявин?) (1680 – 4 giugno 1738) è stato un ammiraglio russo, entrato nella Marina imperiale come marinaio semplice, scalando le gerarchie militari fino al grado di Viceammiraglio e divenendo membro del Consiglio dell'Ammiragliato nel 1721. Favorito dello zar Pietro il Grande prese parte alla Grande guerra del nord, e successivamente alla Guerra russo-turca (1735-1739), dove morì di peste.

## Biografia
Nacque nel 1680 iniziando la sua carriera militare come soldato semplice, arruolandosi nel Reggimento Preobraženskij nel 1698. Qualche tempo dopo si trasferì in Marina, assegnato alla Flotta del Baltico con il grado di marinaio, venendo poi promosso al grado di sottufficiale. Si distinse brillantemente nelle fasi iniziali della Grande guerra del nord (1700-1721), e nel 1713 fu nominato comandante di un vascello da guerra. Nel 1717 fu comandante della squadra di Arcangelo composta da quattro dei nuovi vascelli da 52 cannoni, Uriil, Selafail, Varachail e  Yagudiil, e dalla Transport Royal da 20 cannoni.
L'11 maggio 1719 salpò da Reval al comando di sei vascelli di linea e una fregata, alla ricerca di navi svedesi. Il 4 giugno intercettò una formazione svedese, composta da un vascello, una fregata e un brigantino, al comando del commodoro Anton Johan Wrangel il vecchio, vicino all'isola di Saaremaa. Nel seguente combattimento le navi svedesi furono tutte catturate, e per la brillante vittoria conseguita egli fu promosso al grado di commodoro. Nel 1721 divenne membro del Consiglio dell'Ammiragliato (Адмиралтейств-коллегия), e nel 1727 fu promosso al grado di viceammiraglio. Tra il 1728 e il 1732 comandò la squadra delle galee operanti nel Mar Baltico.

### Guerra russo-turca (1735-1739)
In seguito all'occupazione della fortezza di Azov, avvenuta il 19 giugno 1736, il comandante della flotta russa, ammiraglio Pyotr Brendal, fece costruire circa 400 imbarcazioni del tipo Dübel nel Mare d'Azov, che però non potevano competere con le navi turche più grandi e più pesantemente armate. Lo scopo finale della campagna intrapresa era la conquista di Costantinopoli, 
A partire dal 3 settembre 1737 Senjavin fu nominato comandante della flottiglia del Dnepr, in sostituzione del contrammiraglio Mamonov. Sotto la sua guida i lavori di costruzione della navi a Brjansk furono intensificati, ma entro il 1 ottobre 1737 solo 18 barche rimanevano in forza alla flottiglia. Il 30 ottobre 40.000 soldati turchi, appoggiati da 12 galee, attaccarono la fortezza di Očakiv, e le navi della flottiglia del Dnepr parteciparono attivamente alle operazioni belliche. La fortezza di Očakiv rimase sotto assedio per due settimane, anche se i combattimenti navali nella zona erano già in atto dall'inizio del mese, durante i quali la flottiglia fu rafforzata da altri 30 piccole navi. Quando i turchi abbandonarono il loro tentativo di riprendere Očakiv, l'accesso russo al Mar Nero rimase bloccato da una forte squadra navale avversaria. 
Nella primavera del 1738 scoppiò un'epidemia di peste che decimò gli equipaggi e gli ufficiali della flottiglia del Dnepr. Colpito dalla malattia egli morì il 4 giugno 1738, e poco dopo anche il suo successore, il contrammiraglio Vasilij Afanas'evič Dmitrij Mamonov rimase vittima della terribile epidemia. La campagna militare terminò poco dopo con la firma della Pace di Nyssa, avvenuta il 3 ottobre 1739, con cui la Russia restituì all'Impero ottomano le fortezze distrutte di Očakiv e Kinburn, ma rimase saldamente in possesso di quelle di Azov e Zaporižžja e dei territori tra i fiumi Bug e Dnepr, anche se non poteva costruirvi fortificazioni e le sue navi non potevano entrare nel Mar Nero.
Per i servizi resi alla Russia, e per l'amicizia personale, in quanto egli lo aveva accompagnato in tutti i suoi viaggi all'estero, lo zar Pietro I il Grande gli aveva assegnato dei terreni nel villaggio di Valgriselka, vicino alla capitale, San Pietroburgo, che da allora fu conosciuto come Senyavino. Il villaggio andò distrutto durante la seconda guerra mondiale e non fu mai ricostruito. Il nome di Sinyavino fu assegnato nel 1920 a una cava di torba. Attualmente si tratta di un insediamento urbano sito nel distretto di Kirovskij, nell'Oblast' di Leningrado.

### Annotazioni
1. ↑  Si trattava di uno yacht regalato da re Guglielmo III d'Inghilterra alla zar Pietro I nel 1697.
2. ↑  Si trattava del Devonshire (52 cannoni), Portsmouth (52), Raphail (52), Uriil (52), Varachail (52), Hyagudiil (52).
3. ↑  La Natalia da 18 cannoni.
4. ↑  Il vascello Wachtmeister (52), la fregata Karlskrona Vapen (30), e il brigantino Bernhardus (10).
5. ↑  Mamonov aveva assunto il comando della flottiglia del Dnepr il 3 febbraio 1737, su richiesta della zarina Anna.
6. ↑  Il 24 maggio secondo il Calendario giuliano.
7. ↑  Sostituito a sua volta dal contrammiraglio Jakov Barč.

### Fonti
1. ↑  Anderson 1910, p. 172.
2. 1 2 3 4  Anderson 1910, p. 194.
3. ↑  (RU) ru:Историческая справка и особенности муниципального образования, su Синявинское городское поселение. URL consultato il 19 gennaio 2013 (archiviato dall'url originale il 15 dicembre 2012).